# Likiangrododendron
Likiang-rododendron (Rhododendron adenogynum) art i familjen ljungväxter som förekommer naturligt i sydvästra Kina och har fått sitt namn efter staden Likiang. Arten odlas som trädgårdsväxt i Sverige.

## Synonymer
Rhododendron adenophorum I. B. Balfour & W. W. Smith.